# 教會教義學
《教會教義學》（德語：Kirchliche Dogmatik），新教神學家卡爾·巴特的代表作，共13卷。自1932年至1967年間陸續出版，被認為是系統神學中的重要著作。 卡爾·巴特系統性的研究了基督教的各項教理（英語：doctrine）後，從中抽取、匯整了其基本的原則，希望建立起基督教基礎教義（英語：dogma）。

## 漢譯版本
- K·巴特：《當代歐陸宗教思想系列–教會教義學（精選本）》。戈爾維策 精選。何亞將、朱雁冰 譯。香港：三聯書店有限公司，1996。